# 양근환
양근환(梁槿煥, 1894년 5월 9일 ~ 1950년 9월 15일)은 일제강점기의 독립운동가이자 대한민국의 정치인이다. 본관은 남원 양씨(梁氏)로 초명은 양삼성(梁三成), 이명은 양태환(梁泰煥)이라는 이름도 사용했다. 일본 이름은 石井勝三郞이었다. 
1921년 조선인 참정권을 요구하던 친일 지식인 민원식을 도쿄로 찾아가 암살하였다. 1945년 해방 후에는 한국민주당 창당에 참여하고, 사설 탐정단체 겸 우익 청년 조직인 혁신탐정사를 조직, 운영하였다.

## 생애

### 초기 활동
황해도 연백군 은천면 연남리 출신으로 본명은 양삼성이었다. 사촌 형 양진환(梁鎭煥)에 의하면 그는 원래 성격이 급하고 항상 협기가 많았으며, 어려서부터 재주가 있어 한문으로 소학과 맹자를 읽었다 한다.
1912년 배천군 배천읍내에 있는 사립 동명학교(東明學校)에 입학, 1914년 배천 동명학교를 졸업하고 경성부로 올라가 공업전습소(工業傳習所)를 다녔다. 경성 체류 중 그는 일제의 식민통치에 더욱 강한 불만을 품게 되었던 것으로 보인다. 얼마 뒤 그만두고 연백 은천면에 내려간 후 각처를 떠돌며 방랑하다가 조선보병대에 입교하였다. 그러나 조선보병대에서 훈련 도중 일본인과 말다툼을 하다가 시비가 붙어 이 일로 몇 사람을 상하게 하고 경찰서에 체포되었다. 50일간 구류를 살기도 하였다. 곧 조선보병대도 그만두게 되었다.

### 청년기
천도교 신자가 되었다. 한때 그는 이완용을 살해하려다 미수에 그치기도 했다. 1919년 3·1 운동이 발생하자 고향에 내려가 만세 운동에 참가했으며, 그해 9월에 도일하여 일본 도쿄의 와세다 대학 정치경제과에 입학하였다.
3·1 운동으로 조선 독립을 요구하는 목소리가 커지고 독립운동 조직이 속속 결성되면서 일본은 유화책으로 대응했다. 여기에 동조한 것이 민원식이 중심이 된 국민협회의 참정권 청원 운동이었다. 민원식은 각계각층을 방문하며 참정권 청원 운동을 홍보하고 일본 당국에 제출할 서명을 얻었으며, 이 과정에서 조선과 일본이 한 나라가 된 상태에서도 조선인은 차츰 일본인과 비슷한 권리를 얻을 수 있다는 논리를 폈다.
이러한 국민협회의 주장이 조선인들의 단합된 독립 요구를 무산시키기 위한 기만책이라고 생각한 일각에서는 그를 대표적인 친일파 인물로 지목했다. 양근환은 참정권 청원서를 들고 도쿄로 건너온 민원식을 직접 처단하기로 결심한 뒤, 2월 16일에 제국 호텔로 찾아가 그를 면담했다. 서명 운동을 위해 여러 사람을 만나고 있던 민원식은 의심 없이 양근환을 만나주었고, 양근환은 품 속에 숨겨둔 칼로 민원식을 살해했다.

### 민원식 암살 사건 전후
2월 16일 정오경 비수를 겉옷 안 주머니에 숨긴 뒤 민원식이 체류중이던 제국호텔로 찾아가 유학생동우회의 이기영(李基寧)이라는 이름으로 면회를 요청했다. 당시 민원식은 조선에서 받아온 청원서에 많은 서명을 받으러 다녔고, 동시에 일본 정계의 정치인, 지식인들을 대상으로 조선인 참정권 허용, 자치권 허용의 필요성을 설득하였다. 그는 우선 동우회에서 환영회를 계획하고 있다고 하여 민원식을 안심시켰으며 다시 국내상황을 물었다. 민원식은 국내는 아주 평온하다고 답을 하였다. 그는 이때 큰 소리로 "지금 온 겨레가 모두 일어나서 독립을 부르짖는데 어찌 평온하다고 할 수 있는가? 당신은 조선사람 아닌가? 당신은 정말 우리나라를 배반하는 자이다"하고 언성을 높였다. 민원식은 반박하며 "독립운동이라고? 상해에 있는 놈들은 모두 폭도이다. 이 자들이 어떻게 독립을 시킨다는 것이냐"라고 반박했다. 그는 기회를 놓치지 않고 품속에 감추었던 칼을 뽑아 민원식을 찔렀다. 민원식은 부검 결과 3곳에서 치명상을 입었다.
양근환은 현장에서는 피신했으나 2월 24일 나가사키 항구에서 상하이로 가는 팔번환(八幡丸)에 승선하려다가 수상경찰에 붙잡혔다. 곧 나가사키항 경찰에 인계된 뒤 도쿄의 형무소에 투옥되었다. 1921년 6월 30일 동경지방재판소에서 무기징역을 언도받아 항소하였다. 또한 그가 머무르던 집 근처에는 2명의 가담자가 체포되었다. 그러나 이 사건으로 [[천도교]
]의 일본 포교를 맡게 된 일본 동경지부전교 방정환, 박살성 등이 관련자로 지목, 의심받고 체포되기도 했다.
그밖에 박순천도 체포되었다가 혐의없음으로 곧 풀려났다.

### 재판과 투옥
재판 끝에 1922년 5월 4일 동경공소원(東京控訴院)에서 무기징역형이 확정되어 도쿄 형무소에 투옥, 약 11년 동안의 옥살이를 마치고 1933년 2월 11일에 출소했다.
당시 그는 일본 여성 석정 승자(石井勝子)의 사이에서 두 딸을 두었으나, 석정승자는 그의 딸을 박순천에게 맡기고 떠났다. 둘째 딸은 어려서 요절하고 큰 딸만이 성인이 될 때까지 성장하였다.

### 해방 이후 활동
1945년에 8·15광복이 되자 한국으로 돌아와 미군정 치하에서 한국민주당의 창당과 우익 운동에 가담했다. 그밖에 청년 남성들을 모아 혁신탐정사(革新探偵社)와 반공 청년 단체인 건국청년회(建國靑年會)를 조직하여 반공운동을 전개하였다.
1945년 10월 5일 양근환은 '각 정당 수뇌간담회'를 개최했다. 이 간담회는 건준과 인공으로 나뉜 한국사회 좌,우 진영 통합을 목적으로 모임을 만들었다. 그는 각 단체에 초청장을 보냈고, 한민당에서 송진우, 김성수, 백관수, 김병로가 국민당에서는 안재홍, 건국동맹 대표 최근우, 인공에서는 여운형, 최용달, 허헌, 조선공산당은 [박헌영]], 이현상, 김형선 등이 참가했다. 각 정당 대표자들은 정치단체 통일 문제와 초당적 독립 및 정부수립 기관을 설치하자고 주장했다. 여기서 한민당은 중경 대한민국 임시정부(임정) 봉대론을 내세웠고, 간담회는 결렬되었다. 이때 여운형은 통일을 위해서라면 인공을 해체하겠다고 했지만 수습되지 못했다.
1945년 11월 29일 서울 종로구 수송정 64-1번지에 혁신탐정사를 설치하였다. 한때 그는 송진우 암살 사건과 여운형 암살 사건의 관련자 내지는 배후로 의심받고 미군정 재판정에 서기도 했다.
서울 종로구 중학동 자택에 있다가 1950년 한국 전쟁 중에 피난하던 길에 7월 5일 후퇴하는 조선인민군에게 납치되어 경기도 파주시에서 인민재판에서 사형선고를 받고 9월 15일경 처형당했다. 향년 56세.

### 사후
1980년에 건국훈장 독립장을 추서받았다.

## 논란

### 여운형 암살 관련 의혹
그가 여운형을 직접 암살하라 지시하지는 않았지만, 염동진 등과 함께 일부 청년들에게 여운형을 제거하라고 암시했다는 진술이 있다. 한편 여운형의 암살자들에게도 무기를 제공했는데, 그가 여운형 암살을 알고 있었는가, 직접 지시했는가 여부는 불확실하다.
1971년 당시 여운형 암살 사건을 재조사하던 서울지검 강력부 배명인 부장 검사와 이상현 검사는 한지근의 공범자인 김흥성 형제의 진술과, 당시 수도관구 경찰청 수사과 강력 주임 박경림(당시 경위) 등을 소환하여 조사했고, 대질심문을 하였다. 김흥성 등의 증언으로는 한지근 외에도 김훈, 유순필 등의 공범이 있었다는 것이었다. 김훈의 진술에 의하면 1947년 6월 20일 김훈은 99식 권총을 양근환으로부터 받았다. 양은 세상이 시끄러운 때인 만큼 호신용으로 갖고 다니라며 주었다는 것이다. 그러나 그가 직접 죽이라고 지시했는가 여부는 확인되지 않았다.

### 김구 관련 의혹
양근환은 한국민주당 창당에 참여하여 활동했다. 그런데 안두희는 김구 암살 관련해서 진술하던 도중 양근환의 혁신탐정사도 김구와 관련이 있는 조직이라 진술하였다.

## 같이 보기
- 민원식
- 한국민주당
- 윤치호
- 혁신정탐사
- 여운형
- 송진우
- 김구

## 참고자료
- 양근환 : 독립유공자 공훈록 - 국가보훈처
- 반민족문제연구소 (1993년 3월 1일). 〈민원식: 참정권 청원운동의 주동자 (조재곤)〉. 《친일파 99인 2》. 서울: 돌베개. ISBN 978-89-7199-012-4.
- 여연구, 《나의 아버지 여운형》 (김영사, 2001)
- 이기형, 《몽양 여운형》 (실천문학사, 1984)
- 해방20년사 편찬위원회 편, 《해방20년사》 (해방20년사 편찬위원회 편, 희망출판사, 1965)